# Психологическое тестирование
Психологическое тестирование — термин психологии, обозначающий процедуру установления и измерения индивидуально-психологических отличий. В отечественной психологии также употребляется термин «психодиагностическое обследование».
Психологическое тестирование используется в различных сферах: профориентации, профотборе, психологическом консультировании, планировании коррекционной работы, исследовательской деятельности и т. д.
Правила организации и проведения психологического тестирования описываются в рамках соответствующей области психологии — психологической диагностики. Психологическое тестирование в организациях регламентировано в Российском стандарте тестирования персонала.

## Психологический тест
Психологический тест — стандартизированная методика, направленная на измерение индивидуальных свойств и качеств респондента (психофизиологических и личностных характеристик, способностей, знаний и навыков, состояний).
Методика оценки может называться тестом при одновременном наличии у неё следующих признаков:
- стандартизированный набор вопросов или заданий иного типа;
- одна или несколько измерительных шкал, позволяющих выразить результаты количественно;
- связь каждого ответа на каждое задание с одной или несколькими измерительными шкалами (наличие «ключей к тесту»)
- стандартизированная процедура проведения, включающая однозначную (стандартную) инструкцию для тестируемого, правила использования вспомогательной информации, правила завершения или приостановки тестирования и т. п.;
- возможность автоматической (без участия человека) обработки результатов, то есть формализованная процедура подсчета баллов по шкалам с помощью весовых коэффициентов (ключей);
- тестовые нормы — фиксированные границы перевода тестовых баллов в оценочные категории;
- формализованная модель интерпретации результатов и/или рекомендации по принятию тех или иных решений, связанные с определёнными интервалами значений на шкале (шкалах) и сочетаниями значений шкал (при наличии двух шкал и более);
- направленность на индивидуальную количественную оценку какой-либо характеристики одного человека (а не группы, коллектива и т. п.).

Качество теста обеспечивается многоступенчатой процедурой проверки и стандартизации его шкал.

## Понятие «психологическое тестирование»
С появлением первых тестов наиболее употребляемым термином, с помощью которого обозначается измерение индивидуально-психологических особенностей, стал термин «психологическое тестирование». Первоначально термин «психологическое тестирование» использовался широко, включая в себя любое измерение в психологической науке. По мере развития тестов, сфера психологического тестирования сузилась до измерения личностных и когнитивных особенностей. Термин «психодиагностика» впервые озвучил в 1921 году Г. Роршах, назвав так процесс обследования с помощью созданного им «теста чернильных пятен», названного позже тестом Роршаха. Далее термин «психодиагностика» использовался как синоним термина «психологическое тестирование», постепенно заменяя его употребление. Появление понятия «психодиагностика» связано со становлением проективного подхода, открывающего целостную картину личности, и кризисом психометрических тестов, «раскладывающих» личность испытуемого на отдельные функции. В этот период начинают использоваться достаточно обширные теории проективного подхода, разрабатываемые психоаналитическими авторами. Длительное время понятие «психодиагностика» отождествляется с проективными тестами, и используется в работах немецких и швейцарских психологов.
В научной литературе США продолжает развиваться понятие «психологическое тестирование» вплоть до 1970-х годов, и обозначает все то, что связано с разработкой и применением любых психологических тестов. За этот период публикуется большое количество исследований по истории психологического тестирования, постепенно термин «психодиагностика» вытесняется из употребления.
Вышеописанные обстоятельства свидетельствуют о любопытном феномене, связанном с развитием области исследований по измерению индивидуально-психологических различий и отсутствием должного названия этой области, так как термин «психологическое тестирование» пригодный скорее для обозначения процесса применения тестов, но не области науки.
В 70-х годах 20 столетия в области индивидуальных различий на территории стран Западной Европы и США вместо термина «психологическое тестирование» все чаще применяется понятие — психологическая оценка (англ. psychological assessment).
На территории России благодаря усилиям Б. Г. Ананьева, возглавляющего в 1960-х годах Ленинградскую психологическую школу, описанное направление исследований получило название «психологическая диагностика».
В первом советском учебном пособии по психодиагностике (под редакцией А. А. Бодалева и В. В. Столина в 1987 году) описанная отрасль психологических знаний — «это наука и практика постановки психологического диагноза».

## Характеристики психологических тестов
- Стандартность — тестовая методика проходит стандартизацию, по итогам которой получаемые данные должны соответствовать закону нормального распределения или же норме социокультурного характера. В соответствии с нормами формируются диапазоны значений, говорящие нам о силе выраженности исследуемого признака.
- Надёжность — свойство теста давать при повторном измерении близкие результаты. Надежная методика дает сходные результаты независимо от времени года или пола экспериментатора, влияния подобных фоновых факторов, должно сводиться к минимуму самой методикой, что и определяет её надежность.
- Валидность — соответствие результатов теста той характеристике, для измерения которой он предназначен. Различают внутреннюю и внешнюю валидность. В случае с внешней это соответствие может быть проверено положительной корреляцией, с объективными достижениями, результаты по тесту интеллекта, могут сопоставляться с академической успеваемостью. В случае с внутренней все сложнее, здесь речь идет о теоретической связи, о том, насколько выстроенная модель реально моделирует заявленный аспект. Но все может быть проще, если аналогичные «проверенные» методики уже существуют, тогда возможно обойтись корреляцией с уже известным методом. В случае если вам повезло быть новатором, внутренняя валидность находится путём долгой экспериментальной и интеллектуальной работы и в каком-то роде остается на совести «создателя».

## Профтестирование
Тестирование в работе с персоналом используется как один из методов отбора и развития сотрудников. Различаются две категории тестов:
- Тесты, созданные для оценки эффективности исполнения работы, профессиональных знаний и умений;
- Тесты, созданные для оценки черт характера и свойств (специальных способностей), которые способствуют эффективному исполнению работы.

Трудовой кодекс не предусматривает (но и не запрещает) проведения психологического тестирования ни при приеме на работу, ни с работниками, с которыми трудовой договор уже заключен. В работе правоохранительных органов психофизиологическое исследование является гласным оперативно-разыскным мероприятием. В начале 90-х годов тестирование применялось в отношении кандидатов на определённые посты в правительстве государства, позднее оно было отменено и в настоящее время такое тестирование не применяется. Незаконное «тестирование» может повлечь неблагоприятные последствия для предприятия и для его руководителя. С этой целью в коллективных договорах, правилах внутреннего трудового распорядка, положениях о приеме на работу и т. д. указывается на возможность прохождения работниками различного рода тестирований и исследований (как и аттестаций). При приеме на работу каждый ознакамливается с данными документами.
В частности, для приема на работу в правоохранительные органы обязательным является прохождение СМИЛ-теста (MMPI) и теста Люшера.

## Виды тестов
- Психологический тест — стандартизированное испытание, по результатам выполнения которого судят о психофизиологических и личностных свойствах (чертах, способностях, состояниях) испытуемого. Тесты, по которым судят о знаниях, умениях и навыках испытуемого, занимают промежуточное положение между психологическими, образовательными и проф. тестами.
- Вербальный тест (Verbal test) — тест, построенный на использовании языка, когда тестируемый, выполняя задание, должен не совершать действия, а описать их словами.
- Стандартизованный тест — психологический тест с четко определёнными неизменным списком вопросов, инструкцией, методами обработки результатов и подсчета баллов.
- Тесты личности (англ. Personality tests) — тесты психологического тестирования, направленные на изучение характера, способностей, эмоций, потребностей и других свойств человеческой личности. Личностные тесты подразделяются на :
  - проективные тесты;
  - личностные опросники;
  - тесты деятельности (ситуационные тесты).
- Тест достижений (Achievement test) — стандартизированный тест, используются также в целях профессионального отбора:
  - конструируемый на учебном материале;
  - предназначенный для оценки уровня овладения учебными знаниями и навыками.
- Тест имитации — психологический тест, состоящий в том, что человеку предлагается выполнить задание, хотя ситуация, в которой предстоит выполнить задание, не воссоздается. Тест имитации используется в процессе отбора претендентов на работу.
- Тест на профессиональную пригодность — психологический тест, направленный на выявление индивидуальных интересов и предпочтений. Такие тесты помогают определить работу наиболее предпочтительную для конкретного человека.
- Тест интеллекта — тесты психологического тестирования, направленные на изучение степени развития интеллекта у человека. Задания тестов интеллекта:
  - адресуются к словесно-логическому мышлению; или
  - направлены и на оценку развития наглядно-образного и наглядно-действенного мышления;
  - позволяют характеризовать память, внимание, пространственную ориентировку, вербальное развитие и др.

## Названия тестов

### Тесты способностей
- Elements

### Проективные методики
- Тест Сонди
- Тест Роршаха
- Брейнсторм
- Фастрэк
- Сценарио
- психологические цветовой тест Люшера и цветоаналитический тест Фрилинга
- психология образа: тест Маркерта — «В каком Вы настроении?»
- Тест фрустрационных реакций Розенцвейга
- Тематический апперцептивный тест
- Тест «Дом Дерево Человек»
- Тест «Несуществующее животное»
- Тест «Куб»
- Тест руки

### Опросники
- OPQ,
- Dimensions,
- Drives,
- MQ,
- FIRO-B,
- MMPI,
- NEO PI-R,
- SF-36,
- Анализ почерка (графология),
- Диагностика межличностных отношений Лири,
- диагностический комплекс 7 (САН, СМОЛ, ММИЛ, СМИЛ, СМИЛ сокр., Кэттелл, Спилбергер),
- индекс юнговских типов (JTI)
- индикатор типов Майерс и Бриггс (MBTI),
- интерактивная психодиагностика,
- комплекс программ Келли,
- методика изучения внутрисемейных отношений,
- Опросник структуры темперамента Русалова,
- Опросник Шмишека,
- полиграф (детектор лжи),
- психогеометрия,
- репертуарные методики,
- Методика диагностики самооценки Ч.Д. Спилбергера, Ю.Л. Ханина,
- тест Кэттелла (16 PF-опросник),
- тест Равена,
- шкала депрессии,
- Уровень субъективного контроля.

## Компьютерная психодиагностика
Большая часть современных психодиагностических методик компьютеризирована.
Тесты призваны показать узнать состояние человека путём исследования множественных факторов, влияющих на человека из окружающего мира.
Примеры психодиагностических тестов, реализуемых некоторыми современными компьютерными программами.
1. Оценка когнитивных способностей:
  - Elements.
2. Комплексная оценка личностных черт:
  - Методика многофакторного исследования личности Р. Кеттела;
  - Опросник Dimensions;
  - Опросник CPI;
  - Тест MMPI (СМИЛ).
3. Оценка личностных черт и психических состояний:
  - Методика диагностики направленности личности Б. Басса
  - Методика диагностики самооценки психических состояний (по Г. Айзенку);
  - Методика диагностики самооценки психических состояний (по Г. Айзенку) EPQ;
  - Методика диагностики уровня субъективного контроля Дж. Роттера;
  - Опросник Спилбергера по оценке личностной тревожности;
  - Опросник Спилбергера по оценке ситуационной тревожности;
  - Шкала депрессии Бека.
4. Оценка мотивации:
  - Мотивационно-ценностный опросник Drives;
  - Женская форма. Опросник мотивации достижения Мехрабиана;
  - Мужская форма. Опросник мотивации достижения Мехрабиана;
  - Опросник мотивации аффилиации Мехрабиана;
  - Методика диагностики личности на мотивацию к успеху Т. Элерса;
  - Методика трудовой мотивации И. Кокуриной.
5. Профориентация и профконсультация:
  - Дифференциально-диагностический опросник Е.Климова.
  - Тест Холланда;
  - Методика «Карта интересов» Голомштока.
6. Социально-психологическая оценка личности в коллективе:
  - Методика диагностики межличностных отношений Т. Лири;
  - Методика диагностики межличностных отношений Т. Лири (идеальное Я);
  - Метод исследования социально-психологического климата коллектива Парыгина Б. Д.;
  - Модульный социотест Анцупова-Ковалева;[4]
  - Методика изучения социально-психологического климата трудового коллектива Михалюка О. С./Шалыто А. Ю.;
  - Методика определения стиля руководства Журавлёв-Рубахин;
  - Роли в команде. Вопросник Белбина.

К числу преимуществ КП можно отнести: универсальность оборудования, возможность генерации заданий, настройку условий эксперимента, автоматизацию и стандартизацию тестирования, использование анимации, возможность фиксации дополнительных параметров, оперативную обработка данных и расширенные возможности представления результатов. А к основным недостаткам — зависимость результатов тестирования от оборудования и необходимость умения работы с компьютером.
Современные исследования в области искусственного интеллекта и опыт, накопленный исследователями в области нейроинформатики, открывают новые возможности в области психодиагностики. В частности, М. Г. Доррер с соавторами показали, что при помощи аппарата нейронных сетей возможно удовлетворение потребности практикующих психологов и исследователей в создании психодиагностических методик на базе их опыта, минуя стадию формализации и построения диагностической модели.